# Hedwig Thun
Hedwig Thun (* 1892; † 1969 in Detmold) war eine deutsche Malerin und Schriftstellerin. Als Schülerin von Wassily Kandinsky am Bauhaus in Dessau gilt Hedwig Thun als eine Künstlerin der europäischen Avantgarde des Expressionismus und Vertreterin der abstrakten Malerei. Ihre Werke wurden in New York am Museum of Modern Art und in verschiedenen deutschen und internationalen Galerien ausgestellt.

## Leben und Wirken
Thun war Krankenschwester, bevor sie sich der Malerei zuwandte. Richard Riemerschmid empfahl sie zu Joseph Schinnerer an die Debschitz-Schule in München. In der Malklasse studierte sie bei Josef Eberz, einem Schüler von Adolf Hölzel. Max Wrba, der Direktor der Bielefelder Kunstschule, zeigte im eigenen Haus eine Kollektion mit Werken Thuns, die vom Museum Hamm und von Franz Leuwer in Bremen übernommen wurde. Es folgten Ausstellungen in der Kunsthalle Bremen und im Salon von Maria Kunde in Hamburg. Die Kunstmäzenin Katharine Dreier zeigte ihre Werke im Museum of Modern Art und in der Madison Avenue. Zudem hatte sie eine Ausstellung bei Ludwig Gutbier in der Galerie Arnold in Dresden.
Anschließend kam sie zum Bauhaus nach Dessau – zu Josef Albers, Paul Klee und Wassily Kandinsky, die sie das Verhältnis zwischen gegenständlichem und gegenstandsfreiem Malen lehrten.
Nach ihrer Rückkehr von Dessau nach Hamburg sah sie sich mit dem Beginn des Dritten Reiches konfrontiert, wodurch sie sich außer Stande sah, weitere Bilder zu gestalten. Während dieser Schaffenspause befasste sie sich mit dem japanischen Kulturkreis und veröffentlichte 1935 unter dem Pseudonym H.S. Thielen den Roman „Der Medicus Engelbert Kämpfer entdeckt das unterhimmlische Reich“, der in mehrere Sprachen übersetzt wurde, über die Forschungsergebnisse des deutschen Arztes und Forschungsreisenden Engelbert Kämpfer. Erst nach Jahren konnte sie sich wieder der Kunst widmen.
Die ersten Bilder nach 1945, die sie in Hamburg und Düsseldorf zeigte, waren vom farblosen Grau der Erschütterung geprägt, die erst überwunden wurde, nachdem sie einige Jahre in Italien und Spanien deren großartige Landschaften und schätzereiche Museen erlebt hatte. 1963 folgte eine erste öffentliche Ausstellung mit Zeugnissen dieser Periode im Frankfurter Kunstkabinett von Hanna Bekker vom Rath.

## Bilder und Ausstellungen
- Hedwig Thun, Detmold Gemälde, Aquarelle ; Ausstellung vom 28. Mai bis 25. Juni 1960 im Frankfurter Kunstkabinett Hanna Bekker vom Rath, Frankfurt am Main[2]
- Gemeinschaftsausstellung mit Hahn-Dünwald Irmgart Wessel-Zumloh: Malerei der Gegenwart ; Kasseler Kunstverein, Ausstellung vom 9. April bis 6. Mai 1961[3]
- Hedwig Thun : Märkisches Museum Witten, 25. März – 15. April 1962
- Hedwig Thun – Collagen Ausstellung 8. Mai bis zum 1. Juni 1963; Frankfurter Kunstkabinett Hanna Bekker vom Rath[4]
- Hedwig Thun – Gemälde Ausstellung 4. September – 28. September 1969[1]

## Schriften
- Der Medicus Engelbert Kämpfer entdeckt das unterhimmlische Reich / H. S. Thiele (= Thun, Hedwig). [Mit 8 Tiefdrucktaf. nach d. Orig. v. Engelbert Kämpfer u. 1 Kt.]; 329 S., List-Verlag 1935.